# Bernard Scheinpflug
Bernard Scheinpflug (5. ledna 1811 Lom u Mostu – 6. března 1882 Praha) byl německý pedagog a historik.

## Život
Po studiu práv na Karlově univerzitě v Praze a studiu u jazykovědce Josefa Jungmanna a u pedagoga Johanna Jungmanna (1799–1872) vyučoval Bernard Scheinpflug v roce 1836 italštinu na Collegiu Bernardinu v Praze a byl vychovatelem a soukromým učitelem. V roce 1847 obdržel jmenování do učitelského stavu pro vyučování italštiny a francouzštiny na Pražské Konzervatoři a po roce 1851 byl profesorem na c. a k. státní střední škole v Praze.

### Tvorba
Scheinpflug psal učebnice, které se se zavedením povinné školní docházky staly v Rakousku-Uhersku povinnou četbou. Uveřejnil vědecké přehledy k dějinám rakouských a českých zemí, Oseckého kláštera, města Bíliny s hrobčickým zámkem a šlechtickým rodem Hrobčiců, kláštera Plasy a hradu Krasov v západních Čechách, který Jeroným z Hrobčic († 1603) v roce 1597 koupil.
Bernard Scheinpflug byl členem Spolku pro dějiny Němců v Čechách.

## Publikace
- Das Wichtigste aus der Mythologie der Griechen und Römer zum Gebrauch für Realschulen und Gymnasien, 1853
- Deutsches Lesebuch für die oberen Klassen der Mittelschulen, 3 svazky, 1853
- Erzählungen aus der Geschichte Österreichs für den Bildungskreis der Unterrealschule. 1856 a 1866
- Erzählungen aus der Geschichte Österreichs. Ein historisches Hilfs- und Lesebuch zur Belehrung und Unterhaltung der Jugend, Ehrlich Praha, 1857
- Geschichte Böhmens in einer Reihe zusammenhängender Erzählungen, Domenicus Praha, 1858
- Gründung des Zisterzienserstiftes Ossegg, Praha 1859
- Der deutsche Satzbau in Regeln, Beispielen und Übungsstücken, 1860
- Grundzüge der deutschen Metrik, 1860
- Die Dichtungsarten in der Literatur. Pro školní výuku, Domenicus Praha, 1863 a 1864
- Kleine Landeskunde von Böhmen für den Schul- und Privatunterricht. 1864
- Ausbreitung des Zisterzienser-Ordens und dessen Einfluss auf die Kulturverhältnisse in Böhmen, Praha 1864
- Kurze Literaturgeschichte der Deutschen für den ersten Unterricht, Domenicus Praha, 1865
- Die Urkunden im Kloster-Archiv zu Ossegg, in: Mitteilungen des Vereins für Geschichte der Deutschen in Böhmen, 7, 1869, s. 185–196; 8, 1870, s. 34–43
- Das St. Bernards-Collegium in Prag. Ein Beitrag zur Geschichte Prags und seiner Bildungsanstalten, zumeist nach Urkunden bearbeitet, Praha 1875
- Materialien zu einer Geschichte von Plaß und seiner Umgebung, in: Mitteilungen des Vereins für Geschichte der Deutschen in Böhmen, ročník 12, 1874, s. 54–78, 177–187 a 254–272; ročník 13, 1875, s. 51–84; tamtéž Ročník 14, 1876, s. 94–125; tamtéž Ročník 15, 1877, s. 138–148
- Beiträge zur Geschichte Kraschau aus der Zeit der Feudalherrschaft, In: Mitteilungen des Vereins für Geschichte der Deutschen in Böhmen, Ročník 16, 1878 s. 416–320
- Studien zur Geschichte von Ossegg, in: Mitteilungen des Vereins für Geschichte der Deutschen in Böhmen, 1880 s. 241–252 a tamtéž 1881 s. 56–68 a 148–160
- Zur ältesten Geschichte von Bilin mit einer Stammtafel der Hrobschitz, In: Mitteilungen des Vereins für Geschichte der Deutschen in Böhmen, Ročník 20, 1882, s. 228–257
- Das Zisterzienserstift Ossegg zur Zeit Joseph II., in: Mitteilungen des Vereins für Geschichte der Deutschen in Böhmen, Ročník 23, 1885, s. 71–85
- Der Bergbau auf dem Dominium Ossegg und in seiner nächsten Umgebung – besonders in Klostergrab und in Riesenberg, in: Mitteilungen des Vereins für Geschichte der Deutschen in Böhmen, 15. ročník, s. 302–327
- Abt Zlauco von Ossegg, in: Mitteilungen des Vereins für Geschichte der Deutschen in Böhmen, 16. ročník, s. 74–78
- Ein Beitrag zur Geschichte des Bauernsaufstandes in Böhmen im Jahre 1680 (Gut Kraschau des Klosters Platz), in: Mitteilungen des Vereins für Geschichte der Deutschen in Böhmen, 16. ročník, s. 238–242